# Partido Social Cristiano (Nicaragua)
El Partido Social Cristiano (PSC) –también llamado Partido Social Cristiano Nicaragüense– es un partido político de centro de Nicaragua, de ideología socialcristiana, en busca de los derechos esenciales del ciudadano, la dignidad del individuo como ser humano, siempre en busca de los valores humanistas.
Fue fundado en 1957 por: Orlando Robleto Gallo, Presidente; Guillermo Córdova Rivas, Tesorero; Flavio Tejerino, Vocal; Víctor M. Valle, Vocal; Rodrigo
Víctor Tinoco, Secretario General. CUERPO CONSULTIVO Eduardo Rivas Gasteazoro, Rafael A. Guerrero, Enrique Reyes, Valenzuela, José Luis Tijerino R., Rómulo Alvarado N., Gloria Domínguez, Digna Zamora F., Alfredo Cardoza S., Edmundo Sánchez C., Manuel Sáenz, Horacio Peña, Silvio Mayorga.

## Fundación e integración en la UNO
En 1957 se fundó el PSC como partido de oposición a la dictadura somocista y al oficialista Partido Liberal Nacionalista (PLN). En 1962 con los auspicios del partido se fundó el Movimiento Sindical Autónomo de Nicaragua (MOSAN) el cual llegó contar con 23 sindicatos, de los cuales 17 eran obreros y 6 campesinos; el MOSAN en 1970 pasaría a llamarse Central de Trabajadores de Nicaragua (CTN). En 1966 el PSC formó con otros 4 partidos opuestos al somocismo la coalición Unión Nacional Opositora (UNO) llevando como candidato a la presidencia al conservador Fernando Agüero Rocha y su coordinador general era el Doctor Pedro Joaquín Chamorro Cardenal director del diario La Prensa. Los partidos eran: Partido Conservador de Nicaragua (PC), Partido Liberal Independiente (PLI), fundado en 1944 por disidentes del PLN, Partido Socialista Nicaragüense (PSN) y el Partido Comunista de Nicaragua (PC de N), recién fundado ese mismo año. Abarcaba desde los partidos de derecha y centroderecha hasta los de centroizquierda e izquierda; la alianza se había formado para derrotar al PLN y a su candidato Anastasio Somoza Debayle en las elecciones del 5 de febrero del año siguiente de 1967.
El domingo 22 de enero de 1967 se efectuó la manifestación de la UNO en la Plaza de la República de la capital Managua por la mañana. A eso de las 5 de la tarde la manifestación salió de la plaza por la Avenida Roosevelt, hacia la Casa Presidencial de la Loma de Tiscapa para protestar contra el presidente Lorenzo Guerrero Gutiérrez y el General Anastasio Somoza Debayle. En la esquina del edificio del Banco Nacional de Nicaragua (BNN, actual sede de la Asamblea Nacional de Nicaragua) la protesta fue detenida por efectivos de la Guardia Nacional (GN) armados con fusiles de reglamento semiautomáticos M1 Garand, estadounidense, de calibre Cal 30. Uno de los francotiradores infiltrados entre los manifestantes le dispararo primero al teniente Sixto Pineda Castellón quien dirigía el camión de agua contra disturbios civiles con su fusil, muriendo este al instante, inmediatamente los efectivos de la GN dispararon sus rifles contra los manifestantes de la UNO, hiriendo y matando a varios de estos. La Masacre de la Avenida Roosevelt fue la causa de la derrota de la UNO a manos del PLN, debido al abstencionismo causado por el suceso, dos semanas después el 5 de febrero ganándole Somoza Debayle a Agüero.

## Oposición al somocismo y formación del PPSC
El PSC formó parte de la Unión Democrática de Liberación (UDEL), fundada en 1974 por Chamorro debido a que Agüero traicionó a la UNO y al PCN al firmar el pacto Kupia Kumi con Somoza el 28 de marzo de 1971, junto con los partidos Acción Nacional Conservadora (ANC), Movimiento Liberal Constitucionalista (MLC, actual Partido Liberal Constitucionalista, PLC), PLI y PSN; también eran miembros las centrales sindicales opositoras Confederación General del Trabajo Independiente (CGTI) y la Central de Trabajadores de Nicaragua (CTN). En 1976 se separó del PSC el Partido Popular Social Cristiano (PPSC) el cual también era miembro de la UDEL.

## Oposición al FSLN y las elecciones de 1990
El Partido Social Cristiano apoyó a la guerrilla marxista del Frente Sandinista de Liberación Nacional (FSLN) en la insurrección de 1978 y 1979 contra Somoza hasta el triunfo de la Revolución Sandinista el 19 de julio de 1979. Posteriormente se erigió como opositor a este, pero no participó en las elecciones del 4 de noviembre de 1984 debido a la resolución del Consejo Supremo Electoral (CSE) de prohibir la participación de la mayoría de los partidos opositores al FSLN, la cual prohibió que participaran el PLC, el Movimiento Democrático Nicaragüense (MDN), el Partido Nacional Conservador (PNC), la Alianza Popular Conservadora (APC), la Acción Nacional Conservadora (ANC), el Partido Unionista Centroamericano (PUCA), el Partido Social Demócrata (PSD) y el Partido Revolucionario de los Trabajadores (PRT). Sólo participaron 7 partidos cuyas casillas respectivas estaban en el siguiente orden: el PPSC, el Movimiento de Acción Popular Marxista-Leninista (MAP-ML), el Partido Conservador Demócrata de Nicaragua (PCDN), el FSLN, el PC de N, el PLI y el PSN; esas elecciones las ganaron los candidatos del FSLN a la presidencia y vicepresidencia Daniel Ortega y Sergio Ramírez Mercado, respectivamente, con el 67% de los votos (736,052).
En agosto de 1989 el PSC fue invitado junto con otros 21 partidos opositores al FSLN al diálogo nacional y se firmaron los Acuerdos de Managua que contemplaban la celebración de un proceso electoral democrático y la desmovilización de la Contra (guerrilla opuesta al FSLN desde 1980 mediante una guerra civil apoyada por Estados Unidos contra el Ejército Popular Sandinista (EPS) financiado por la Unión Soviética y Cuba interesados en la expansión del comunismo). Las elecciones se efectuarían el 25 de febrero de 1990. El PSC quedó en la casilla 7 de las 3 boletas para elegir al Presidente y Vicepresidente de la República, representantes nacionales y regionales de la Asamblea Nacional de Nicaragua (desde 1995 se les llama diputados) y concejales municipales (estos elegirían al alcalde y vicealcalde de cada municipio); los candidatos a presidente y vicepresidente socialcristianos fueron Erick Ramírez Benavente y Rina Córdoba de Tabeada. En las boletas municipales la asociación de suscripción popular Alianza Social Cristiana (ASC), afín al PSC, ocupó la misma casilla del partido.
Las elecciones las ganó la nueva Unión Nacional Opositora (UNO) y sus candidatos Violeta Chamorro y Virgilio Godoy a la presidencia y vicepresidencia, respectivamente. El PSC quedó en cuarto lugar después de la UNO, el FSLN y el Movimiento de Unidad Revolucionaria (MUR); Erick Ramírez Benavente fue el único representante socialcristiano en la Asamblea Nacional.

## La Convergencia Nacional y el MRS
El Partido de Unidad Social Cristiana PUSC, una fracción disidente del PSC en 2001 entró a formar parte de la Convergencia Nacional, una coalición de partidos afines al oficialista FSLN actualmente en el poder desde 2007. Esos partidos son la Alianza Popular Conservadora (APC), el Partido Liberal Nacionalista (PLN, el mismo de la familia Somoza que gobernó el país hasta 1979), el Movimiento de Acción Popular Marxista-Leninista (MAP-ML), la Unión Demócrata Cristiana (UDC) –fundada en 1992 por la fusión del PPSC y el Partido Democrático de Confianza Nacional (PDC),– algunos disidentes del PLC, facciones minoritarias del Movimiento Renovador Sandinista (MRS), el Partido Resistencia Nicaragüense (PRN) y YATAMA. No obstante otra facción socialcristiana forma parte del MRS desde el 2006.
En 2016 el Partido Social Cristiano fue anexado por su presidente Fanor Avendaño a la alianza con el gobierno de turno, el Frente Sandinista de Liberación Nacional, dicha alianza fue ampliamente rechazada por los líderes históricos y líderes contemporáneos, tanto en Nicaragua como en el exterior, los cuales se expresaron en un pronunciamiento nacional que fue publicado en prensa escrita y radio, además fue ampliamente difundida en las redes sociales con el nombre "Pronunciamiento de los socialcristianos nicaragüenses". El PSC desde su fundación en 1957 nunca estuvo involucrado con ningún gobierno de corte dictatorial, ni puso en riesgo su integridad, honestidad y credibilidad.

## Alianza Liberal y el PSC 2004 Elecciones Municipales/2006 Elecciones Nacionales
El Partido Social Cristiano Nicaragüense (PSC) firmó alianza con el Partido Liberal Constitucionalista en el 2006, en la denominada Gran Alianza Liberal, que llevaba como candidato al Dr. José Rizo Castellón, Alianza misma que fue firmada por el Ing. Eduardo Sánchez Duarte, mismo que más tarde fundara la Alianza Democrática Nicaragüense (ADN) conformada por partidos como PUCA, PALI, PSC, además fracciones socialdemócrata, socialista y conservadora, también participaron la CTN y la CGT. Dicha ADN quedó debilitada con la Salida del PUCA Y PALI, partidos que optaron por conformar una alianza nueva con el APRE en el 2011 para presentarse como opción electoral ese mismo año.

## Voluntad Humanista Social Cristiana
Ante la anexión del Partido Social Cristiano, por su presidente en funciones, Dr. Fanor Avendaño (2016), al FSLN, y luego abandonar a esa agrupación; un grupo de inminentes figuras del Socialcristianismo que nunca estuvieron de acuerdo con tal alianza, acordaron formar el movimiento Voluntad Humanista Social Cristiana para rescatar los valores social, cristianos y además humanistas, agrupación de carácter político y social que nace en el 2017. Su definición centro-derecha permite luchar por los valores sociales y profundamente democráticos, por lograr las libertades civiles en Nicaragua, lograr el regreso de la libre expresión; y porque los ciudadanos puedan manifestarse libremente. Ante los sucesos del año 2018 el PSC rompe alianza con el FSLN y es de los pocos miembros de la Convergencia Nacional en retirarse, en represalia el gobierno cancela la personería jurídica de la Universidad Universidad Nicaragüense de Estudios Humanísticos UNEH, propiedad del Dr. Fanor Avendaño por la Asamblea Nacional mediante un decreto de Emergencia, y confiscados los bienes de la misma, bienes que fueron trasladados al estado mediante ley que crea una nueva Universidad estatal junto a los bienes de las desaparecidas UCATSE, UPOLI, UHISPAM, UPONIC, UPF y UNEH.

## Partido Voluntad Humanista Social Cristiana
El Partido Voluntad Humanista Social Cristiana (PVHSC), previamente conocido como Voluntad Humanista Social Cristiana, nace en el 2022 como partido que aglutina a todos los socialcristianos dentro y fuera de Nicaragua. Se convierte en un partido donde sus miembros integrantes vencen los limites geográficos y se unifican aun viviendo en el exilio o en el extranjero; como método novedoso las reuniones son realizadas de forma virtual y en su oportunidad de forma presencial. Integrante de la Organizacion Democrata Cristiana (ODCA) que es el organismo que reune a todos los partidos Socialcristianos de América.
La Evolución del Socialcristianismo en Nicaragua ha pasado por muchas etapas y en constante revanovación; surge en 1957 como PSC, luego evoluciona en 2018 como  VHSC y ahora en el 2022 como PHSC. Siempre en la busqueda de todos los valores humanistas.